# アレクサンドル・グチコフ

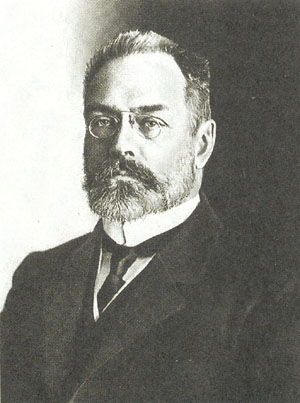
アレクサンドル・グチコフ

アレクサンドル・イワノヴィッチ・グチコフ（Алекса́ндр Ива́нович Гучко́в, Alexander Ivanovich Guchkov, 1862年10月14日 - 1936年2月14日）は、帝政ロシアの政治家。ニコライ2世の時代に国会（ドゥーマ）議長を務めた。ロマノフ朝が倒れ、リヴォフ公を首班とする臨時政府が樹立されると、軍事大臣兼海軍大臣に就任した。

## グチコフ家による原初的資本蓄積
グチコフは、この時代のロシアの保守政治家としては珍しく、貴族階級出身ではなかった。
曽祖父のフョードル・アレクセーエビチ・グチコフは古儀式派無僧派の一派であるフェドセーエフ派農民だったが、モスクワの紡績工場で働き資本を蓄積し、自らと家族の自由を買い取ることに成功し商人となった。古儀式派の信仰のゆえにペトロザボーツクへ流刑されその地で死亡した。
祖父のエフィーム・フョードロビチはモスクワのフェドセーエフ派のプレオブラジェンスキー共同体の指導者だった。共同体に設立されていた孤児院から労働者を受け入れ事業は拡大した。1848年にはフェドセーエフ派はツァーリのための祈祷を受け入れた。1853年、その兄弟のイワン、そして自らの子どもたちとともに共同体を離脱し主流派ロシア正教会の管轄に属するエディノヴェーリエに改宗した。権力側から相続の問題等で脅迫されたことが原因である。

## オクチャブリスト党首
グチコフは、資本主義の推進者で大手保険会社を経営していた。1906年10月、10月17日同盟（十月党、オクチャブリスト）の党首となる。また、それ以前にグチコフはボーア戦争にボーア人側に立って従軍したことで知られていた。グチコフは、戦傷を負い捕虜となった後も、再びボーア側に志願し、奉天会戦で捕虜になったロシア人の世話をした他、各戦線を回った。
1907年2月、グチコフは第二国会に立候補した。この選挙でオクチャブリストはグチコフを含む43名の代議員を当選させた。グチコフはストルイピン首相とストルイピンが実施した一連の改革（いわゆるストルイピン改革）を支持した。しかしストルイピン改革の中身や軍事法廷設置・第二国会解散をめぐり、オクチャブリスト党内で政府に対する支持・不支持をめぐり論争が繰り広げられた。グチコフもパーヴェル・リャブシンスキーなどと論争している。
しかし、ストルイピン主導による選挙法改正により、第三国会における選挙でオクチャブリストは133議席を獲得し第一党に躍進した。こうしてオクチャブリストは選挙後の第三国会でツァーリ政府の与党的存在になる。しかしグチコフ自身は選挙後、選挙に介入した当局を批判し、皇帝に異議を唱えたためストルイピンの支持を失った。グチコフは、黒百人組と極右君主主義者の支持を得た。1910年国会議長に選出された。1911年議長を辞任し、後任には同じくオクチャブリストのミハイル・ロジャンコが選出された。ストルイピンとの意見の相違にもかかわらず、グチコフはストルイピンに対して高い評価を持ち続けた。1911年9月ストルイピンが暗殺されると、グチコフはロシアは沼地にはまったと語った。

## オクチャブリストの危機と第一次世界大戦
1912年、第四国会選挙でオクチャブリストは選挙前より30以上議席を失った。グチコフ自身モスクワ選挙区で落選し、議席を失った。選挙後、オクチャブリストは党内抗争を開始し二派に分裂した。
1914年第一次世界大戦が勃発。1915年多くの地方政党支部と主要政党による新聞「モスクワの声」紙が廃刊に追い込まれた。しかし、グチコフは政治活動を決して止めず、大戦中、軍需物資の軍への供給のため産業界の首脳によって組織された中央戦時工業委員会に参加した。
国会内にオクチャブリストと立憲民主党（カデット）により「進歩ブロック」が結成される。グチコフは同ブロックの創設者の1人であった。進歩ブロックは大臣に対して国会に対する責任の確立を要求した。しかし、皇后アレクサンドラとラスプーチンの反対でニコライ2世は進歩ブロックの要求を拒否した。グチコフは後にこの当時について、進歩ブロックのメンバーがクーデターを計画したが実行には移さなかった、と回想している。事実、誰もが帝政を維持することは不可能だと悟った。1917年3月2日、ワシリー・シュリギンとともにプスコフの大本営を訪れ、ニコライ2世に退位するよう説得したのは、グチコフだった。

## ロシア革命後
1917年ロシア革命（二月革命）でゲオルギー・リヴォフ公爵を首班とする臨時政府が樹立されると、グチコフは陸海軍大臣として入閣した。しかし、外相であったパーヴェル・ミリュコーフを中心に戦争継続が決定されると、これに反対するペトログラードの労働者、兵士たちはデモを行い、ミリュコーフとグチコフは辞任を余儀なくされた（四月危機）。その後もロジャンコら同志とともに強力なブルジョワ政府の樹立を目指し奮闘した。ラヴル・コルニーロフ将軍が軍事独裁を目指しクーデターを起こすとこれを支持したが、クーデターは失敗に終わり、グチコフも逮捕された。しかし、逮捕の翌日、脱出に成功した。十月革命後、国内戦が始まると白衛軍に資金を援助した。白軍の最終的な敗北が決定的になるとヨーロッパに亡命し、1936年2月14日パリで死去した。

## 回顧録
- Alexander Ivanovich Guchkov rasskazyvaet -- Vospominaniya predsedatelya Gosudarstvennoj dumy i voennogo ministra Vremennogo pravitel'stva, Moscow, TOO Red. zhurnala "Voprosy istorii", 1993, ISBN 5863970014, 143p.

## 参考
- Alexander Sergeevich Senin. Alexander Ivanovich Guchkov, Moscow, Skriptoriy, 1996, 263p.
- William Ewing Gleason. Alexander Guchkov and the end of the Russian Empire, Philadelphia, American Philosophical Society, 1983, ISBN 0871697335 90p.